# Liliana Allen
Liliana Allen Doll (Cueto, Holguín, Cuba, 24 de março de 1970) é uma antiga atleta cubana, mais tarde naturalizada mexicana, que participou nos Jogos Olímpicos de Verão de 1992, 1996 e 2004. Foi campeã pan-americana de 200 metros em 1991 e 1995.

## Melhores marcas pessoais
| Prova      | Data                | Local                    | Marca   |
| ---------- | ------------------- | ------------------------ | ------- |
| 100 metros | 19 de junho de 1999 | Cidade do México, México | 11.09 s |
| 200 metros | 24 de junho de 1994 | Havana, Cuba             | 22.72 s |
| 400 metros | 12 de julho de 2003 | Monterrey, México        | 53.82 s |